# Марія Канілья
Марія Канілья (італ. Maria Caniglia; нар. 5 травня 1905, Неаполь — 16 квітня 1979, Рим) — італійська оперна співачка (драматичне сопрано), педагог.

## Біографія
Канілья народилася в Неаполі, вчилася в консерваторії Сан-П'єтро Мажелла в Неаполі. Дебютувала в Турині в 1930 році в ролі Хрісофеміда в опері Р. Штрауса «Електра». У тому ж році в Генуї співала Магду («Затонулий дзвін» (La campana sommersa) Респігі), в Римі — Ельзу («Лоенгрін» Вагнера).
Дебютувала в Ла Скала в ролі Марії в опері Pizzetti «Чужинець» (італ. Lo straniero). Успіх прийшов до співачки завдяки виконанню в Ла Скала ролі Розаури в «Масках» (італ. Le maschere) Масканьї в 1934-35 роках. Канілья виступала в Ла Скала до 1951 року у провідних партіях драматичного сопрано, в її репертуарі «Бал-маскарад», «Сила долі», «Аїда», «Андре Шеньє», «Тоска», «Адріана Лекуврер». Користувалася великим успіхом в операх пізнього веризму.
За межами Італії Канілья виступала в Паризькій Опері, Ковент-Гардені, Театрі Колумба, Віденській опері. У 1935 році на Зальцбургському фестивалі з успіхом виступила в ролі Аліси Форд («Фальстаф» Верді). Дебютувала на сцені Метрополітен-Опера у Нью-Йорку 21 листопада 1938 року в ролі Дездемони в «Отелло» Верді.
Канілья брала участь у відродженні декількох давно не виконуваних опер, таких як «Поліевкт» Доніцетті і «Оберто, граф ді Сан-Боніфачо» Верді. Брала участь у постановках багатьох сучасних творів: у 1931 році в Мілані співала Мануелу в опері «Ніч Зораіми» (італ. La notte di Zoraima), в 1936 році в Римі — Розанну в опері «Сірано де Бержерак» Альфано, у 1937 році в Римі головну партію в «Лукреції» Респігі.
Востаннє Марія Канилья виступила в ролі Тоски в Каїрі в 1959 році, після чого покинула сцену і зайнялася викладанням.
Канілья вийшла заміж у 1939 році за італійського композитора Піно Донаті, музичного керівника Арена-ді-Верона, Театро Комуналє в Болоньї та Чиказької ліричної опери.
Канілья залишила велику спадщину в області грамзапису, де її частим партнером виступав Джильї.
Марія Канілья померла в Римі у віці 73 років.
Голосом Канільї співає Франка Дюваль у фільмі-опері режисера Карміні Галлоні «Тоска» 1956 року.

## Дискографія

### Студійні записи
- 1938 — Д. Пуччіні «Тоска» — партія Флорії Тоски

Хор і оркестр Римської опери, дір. Олів'єро де Фабріціус. Каварадоссі — Беньяміно Джільї, Скарпіа — Армандо Борджоли.
- 1939 — Д. Верді «Реквієм» — партія сопрано

Хор і оркестр королівської опери в Римі, дир. Тулліо Серафін, солісти: Беньяміно Джільї, Ебе Стіньяні, Еціо Пінца.
- 1941 — Д. Верді «Сила долі» — партія Леонори

Хор і оркестр Туринського радіо, дир. Джіно Марінуцці. Альваро — Гальяно Мазіні, Дон Карлос — Карло Тальябуе, Преціозілла — Ебе Стіньяні, Настоятель — Танкреді Пазеро.
- 1941 — У. Джордано «Андре Шеньє» — партія Мадлен

Хор та оркестр театру Ла Скала, дир. Олів'єро де Фабріціус. Андре Шеньє — Беньяміно Джільї, Шарль Жерар — Джино Бекі, графиня де Куаньї — Джульєтта Сіміонато.
- 1943 — Д. Верді «Бал-маскарад» — партія Амелії

Хор і оркестр Римської опери, дир. Тулліо Серафін. Річард — Беньяміно Джільї, Ренато — Джино Бекі, Ульріка — Федора Барб'єрі.
- 1946 — Д. Верді «Аїда» — партія Аїди

Хор і оркестр Римської опери, дир. Тулліо Серафін. Радамес — Беньяміно Джільї, Амнеріс — Ебе Стіньяні, Амонасро — Джино Бекі, Рамфіс — Танкреді Пазеро, Фараон — Італо Тайо.
- 1950 — У. Джордано «Федора» — партія Федори

Хор і оркестр Італійського радіо в Мілані, дир. Маріо Россі. Солісти: Д. Пранделлі, С. Коломбо, К. Піччіні.
- 1950 — Р. Дзандонаї «Франческа да Ріміні» — партія Франчески

Хор і оркестр Італійського радіо в Римі, дир. Антоніо Гварнері. Солісти: Д. Пранделлі, К. Тальябуе, О. Роверо.
- 1951 — Д. Верді «Дон Карлос» — партія Єлизавети

Хор і оркестр Італійського радіо в Римі, дир. Фернандо Превіталі. Дон Карлос — Мірто Піччі, Родріго — Паоло Сільвері, Еболі — Ебе Стіньяні, Філіп II — Нікола Россі-Лемені Інквізитор — Джуліо Нері.

### Живі записи вистав
- Д. Верді. Отелло — партія Дездемони. Метрополітен Опера, Нью-Йорк, 1938
- Д. Верді. Аїда — партія Аїди. Ковент-Гарден, Лондон, 1938
- Д. Верді. Травіата — партія Віолетти. Ковент-Гарден, Лондон, 1938
- Д. Верді. Бал-маскарад — партія Амелії. Римська опера, 1939
- Ф. Чілеа. Адрієнна Лекуврер — партія Адрієнни. Театр Колумба, Буенос-Айрес, 1939